# 1967년 일본 프로 야구 올스타전
1967년 일본 프로 야구 올스타전은 1967년 7월 25일부터 7월 27일까지 열린 일본 프로 야구의 올스타전 경기이다.

## 출장 선수
| 센트럴 리그 | 센트럴 리그       | 센트럴 리그 | 센트럴 리그 |
| ----------- | ----------------- | ----------- | ----------- |
| 감독        | 가와카미 데쓰하루 | 요미우리    |             |
| 코치        | 이이다 도쿠지     | 산케이      |             |
| 코치        | 니시자와 미치오   | 주니치      |             |
| 투수        | 가네다 마사이치   | 요미우리    | 16          |
| 투수        | 무라야마 미노루   | 한신        | 9           |
| 투수        | 에나쓰 유타카     | 한신        | 첫 출장     |
| 투수        | 스즈키 기요타케   | 산케이      | 첫 출장     |
| 투수        | 오이시 야타로     | 히로시마    | 첫 출장     |
| 투수        | 스가와라 가쓰야   | 요미우리    | 첫 출장     |
| 투수        | 오가와 겐타로     | 주니치      | 2           |
| 투수        | 조노우치 구니오   | 요미우리    | 4           |
| 투수        | 모리나카 지카라   | 다이요      | 2           |
| 투수        | G. 바크           | 한신        | 4           |
| 투수        | 반도 에이지▲      | 주니치      | 3           |
| 포수        | 모리 마사히코     | 요미우리    | 8           |
| 포수        | 쓰지 요시노리     | 한신        | 3           |
| 포수        | 신타쿠 히로시     | 주니치      | 첫 출장     |
| 1루수       | 오 사다하루       | 요미우리    | 8           |
| 2루수       | 도이 쇼조         | 요미우리    | 첫 출장     |
| 3루수       | 나가시마 시게오   | 요미우리    | 10          |
| 유격수      | 후지타 다이라     | 한신        | 첫 출장     |
| 내야수      | 다카기 모리미치   | 주니치      | 2           |
| 내야수      | 도이 고로         | 한신        | 2           |
| 내야수      | 구와타 다케시     | 다이요      | 7           |
| 내야수      | 구로에 유키노부   | 요미우리    | 첫 출장     |
| 내야수      | 마쓰바라 마코토▲  | 다이요      | 2           |
| 외야수      | 에토 신이치       | 주니치      | 8           |
| 외야수      | 시바타 이사오     | 요미우리    | 5           |
| 외야수      | 다카쿠라 데루유키 | 요미우리    | 10          |
| 외야수      | 곤도 가즈히코     | 다이요      | 8           |
| 외야수      | L. 잭슨           | 산케이      | 첫 출장     |
| 외야수      | 나카 아키오       | 주니치      | 4           |
| 외야수      | 야마모토 가즈요시 | 히로시마    | 3           |

| 퍼시픽 리그 | 퍼시픽 리그       | 퍼시픽 리그 | 퍼시픽 리그 |
| ----------- | ----------------- | ----------- | ----------- |
| 감독        | 쓰루오카 가즈토   | 난카이      |             |
| 코치        | 미즈하라 시게루   | 도에이      |             |
| 코치        | 니시모토 유키오   | 한큐        |             |
| 투수        | 스즈키 게이시     | 긴테쓰      | 2           |
| 투수        | 와타나베 다이스케 | 난카이      | 첫 출장     |
| 투수        | 미나가와 무쓰오   | 난카이      | 6           |
| 투수        | 이케나가 마사아키 | 니시테쓰    | 3           |
| 투수        | 모리야스 도시아키 | 도에이      | 2           |
| 투수        | 다나카 미쓰구     | 도에이      | 2           |
| 투수        | 고야마 마사아키   | 도쿄        | 11          |
| 투수        | 나리타 후미오     | 도쿄        | 2           |
| 투수        | 가지모토 다카오   | 한큐        | 10          |
| 투수        | 요네다 데쓰야     | 한큐        | 9           |
| 투수        | 아다치 미쓰히로   | 한큐        | 3           |
| 포수        | 노무라 가쓰야     | 난카이      | 11          |
| 포수        | 미야데라 가쓰토시 | 니시테쓰    | 첫 출장     |
| 포수        | 오카무라 고지     | 한큐        | 2           |
| 1루수       | 오스기 가쓰오     | 도에이      | 첫 출장     |
| 2루수       | D. 블레이저       | 난카이      | 첫 출장     |
| 3루수       | 모리모토 기요시   | 한큐        | 첫 출장     |
| 유격수      | 오시타 쓰요시     | 도에이      | 첫 출장     |
| 내야수      | 고이케 겐지       | 난카이      | 4           |
| 내야수      | 마에다 마스호     | 도쿄        | 3           |
| 내야수      | 야마구치 후지오   | 한큐        | 첫 출장     |
| 내야수      | 다카기 다카시     | 긴테쓰      | 2           |
| 외야수      | 도이 마사히로     | 긴테쓰      | 5           |
| 외야수      | 하리모토 이사오   | 도에이      | 8           |
| 외야수      | 나가이케 도쿠지   | 한큐        | 첫 출장     |
| 외야수      | 백인천            | 도에이      | 첫 출장     |
| 외야수      | 이케베 이와오     | 도쿄        | 첫 출장     |
| 외야수      | C. 볼레스         | 긴테쓰      | 2           |

- 굵은 글씨는 팬 투표로 선출된 선수, ▲는 출장 사퇴 선수 발생에 의한 보충 선수.

## 올스타전 경기 결과

### 1차전

#### 스코어
| 팀 | 1 | 2 | 3 | 4 | 5 | 6 | 7 | 8 | 9 | R | H  | E |
| 퍼시픽 | 2 | 1 | 0 | 1 | 0 | 0 | 1 | 4 | 0 | 9 | 13 | 1 |
| 센트럴 | 0 | 0 | 0 | 0 | 0 | 4 | 0 | 0 | 0 | 4 | 9  | 1 |
| 승리 투수: 요네다 데쓰야(한큐) 패전 투수: 스즈키 기요타케(산케이) 홈런: 퍼시픽 – 도이 마사히로(긴테쓰·1회 2점, 8회 3점), 하리모토 이사오(도에이·7회 1점) 센트럴 – 나가시마 시게오(요미우리·6회 3점) |   |   |   |   |   |   |   |   |   |   |    |   |

#### 출장 선수
| 퍼시픽 | 퍼시픽 | 퍼시픽            |
| 타순   | 수비   | 선수              |
| ------ | ------ | ----------------- |
| 1      | (二)   | D. 블레이저       |
| 2      | (三)   | 모리모토 기요시   |
| 3      | (중)   | 도이 마사히로     |
| 4      | (좌)   | 하리모토 이사오   |
| 5      | (우)   | 나가이케 도쿠지   |
| 6      | (포)   | 노무라 가쓰야     |
| 7      | (一)   | 오스기 가쓰오     |
| 8      | (유)   | 오시타 쓰요시     |
| 9      | (투)   | 이케나가 마사아키 |

| 센트럴 | 센트럴 | 센트럴          |
| 타순   | 수비   | 선수            |
| ------ | ------ | --------------- |
| 1      | (중)   | 시바타 이사오   |
| 2      | (二)   | 도이 쇼조       |
| 3      | (三)   | 나가시마 시게오 |
| 4      | (一)   | 오 사다하루     |
| 5      | (좌)   | 에토 신이치     |
| 6      | (우)   | L. 잭슨         |
| 7      | (유)   | 후지타 다이라   |
| 8      | (포)   | 모리 마사히코   |
| 9      | (투)   | 가네다 마사이치 |

#### 수상 선수
MVP
- 도이 마사히로(긴테쓰)

### 2차전

#### 스코어
| 팀 | 1 | 2 | 3 | 4 | 5 | 6 | 7 | 8 | 9 | R | H  | E |
| 퍼시픽 | 0 | 0 | 4 | 1 | 1 | 0 | 0 | 1 | 0 | 7 | 13 | 0 |
| 센트럴 | 0 | 0 | 0 | 0 | 2 | 1 | 0 | 0 | 0 | 3 | 10 | 0 |
| 승리 투수: 나리타 후미오(도쿄) 패전 투수: 오가와 겐타로(주니치) 홈런: 퍼시픽 – 나가이케 도쿠지(한큐·3회 3점), 돈 블레이저(난카이·4회 1점) 센트럴 – 오 사다하루(요미우리·6회 1점) |   |   |   |   |   |   |   |   |   |   |    |   |

#### 출장 선수
| 퍼시픽 | 퍼시픽 | 퍼시픽          |
| 타순   | 수비   | 선수            |
| ------ | ------ | --------------- |
| 1      | (二)   | D. 블레이저     |
| 2      | (三)   | 모리모토 기요시 |
| 3      | (중)   | 도이 마사히로   |
| 4      | (좌)   | 하리모토 이사오 |
| 5      | (우)   | 나가이케 도쿠지 |
| 6      | (포)   | 노무라 가쓰야   |
| 7      | (一)   | 오스기 가쓰오   |
| 8      | (유)   | 야마구치 후지오 |
| 9      | (투)   | 나리타 후미오   |

| 센트럴 | 센트럴 | 센트럴          |
| 타순   | 수비   | 선수            |
| ------ | ------ | --------------- |
| 1      | (중)   | 나카 아키오     |
| 2      | (二)   | 다카기 모리미치 |
| 3      | (三)   | 나가시마 시게오 |
| 4      | (좌)   | 에토 신이치     |
| 5      | (一)   | 오 사다하루     |
| 6      | (우)   | 곤도 가즈히코   |
| 7      | (유)   | 구로에 유키노부 |
| 8      | (포)   | 신타쿠 히로시   |
| 9      | (투)   | 오가와 겐타로   |

#### 수상 선수
MVP
- 나가이케 도쿠지(한큐)

### 3차전

#### 스코어
| 팀 | 1 | 2 | 3 | 4 | 5 | 6 | 7 | 8 | 9 | R | H  | E |
| 센트럴 | 0 | 0 | 0 | 0 | 0 | 0 | 1 | 5 | 0 | 6 | 9  | 2 |
| 퍼시픽 | 0 | 0 | 0 | 4 | 0 | 1 | 2 | 2 | X | 9 | 10 | 1 |
| 승리 투수: 와타나베 다이스케(난카이) 패전 투수: 에나쓰 유타카(한신) 홈런: 센트럴 – 나가시마 시게오(요미우리·7회 1점) 퍼시픽 – 오스기 가쓰오(도에이·4회 만루), 노무라 가쓰야(난카이·6회 1점), 칼 볼레스(긴테쓰·7회 2점) |   |   |   |   |   |   |   |   |   |   |    |   |

#### 출장 선수
| 센트럴 | 센트럴 | 센트럴          |
| 타순   | 수비   | 선수            |
| ------ | ------ | --------------- |
| 1      | (중)   | 시바타 이사오   |
| 2      | (二)   | 도이 쇼조       |
| 3      | (三)   | 나가시마 시게오 |
| 4      | (좌)   | 에토 신이치     |
| 5      | (우)   | 마쓰바라 마코토 |
| 6      | (一)   | 도이 고로       |
| 7      | (포)   | 쓰지 요시노리   |
| 8      | (유)   | 후지타 다이라   |
| 9      | (투)   | 무라야마 미노루 |

| 퍼시픽 | 퍼시픽 | 퍼시픽          |
| 타순   | 수비   | 선수            |
| ------ | ------ | --------------- |
| 1      | (二)   | D. 블레이저     |
| 2      | (三)   | 모리모토 기요시 |
| 3      | (중)   | 도이 마사히로   |
| 4      | (좌)   | 하리모토 이사오 |
| 5      | (우)   | 나가이케 도쿠지 |
| 6      | (포)   | 노무라 가쓰야   |
| 7      | (一)   | 오스기 가쓰오   |
| 8      | (유)   | 야마구치 후지오 |
| 9      | (투)   | 스즈키 게이시   |

#### 수상 선수
MVP
- 오스기 가쓰오(도에이)

## 같이 보기
- 일본 야구 기구
- 일본 프로 야구 올스타전